# Montefano
Montefano è un comune italiano di 3 299 abitanti della provincia di Macerata nelle Marche.

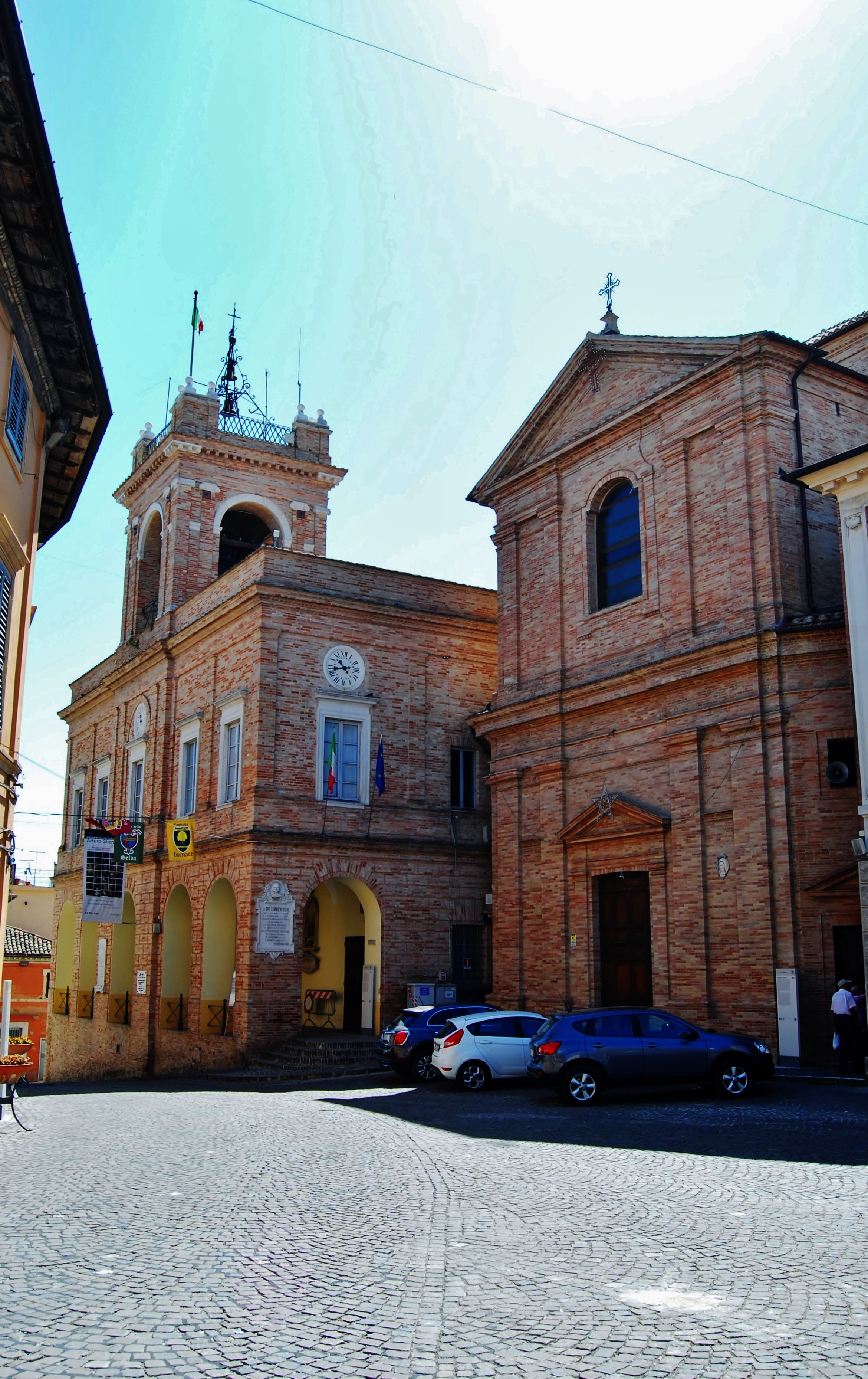
Teatro e Collegiata

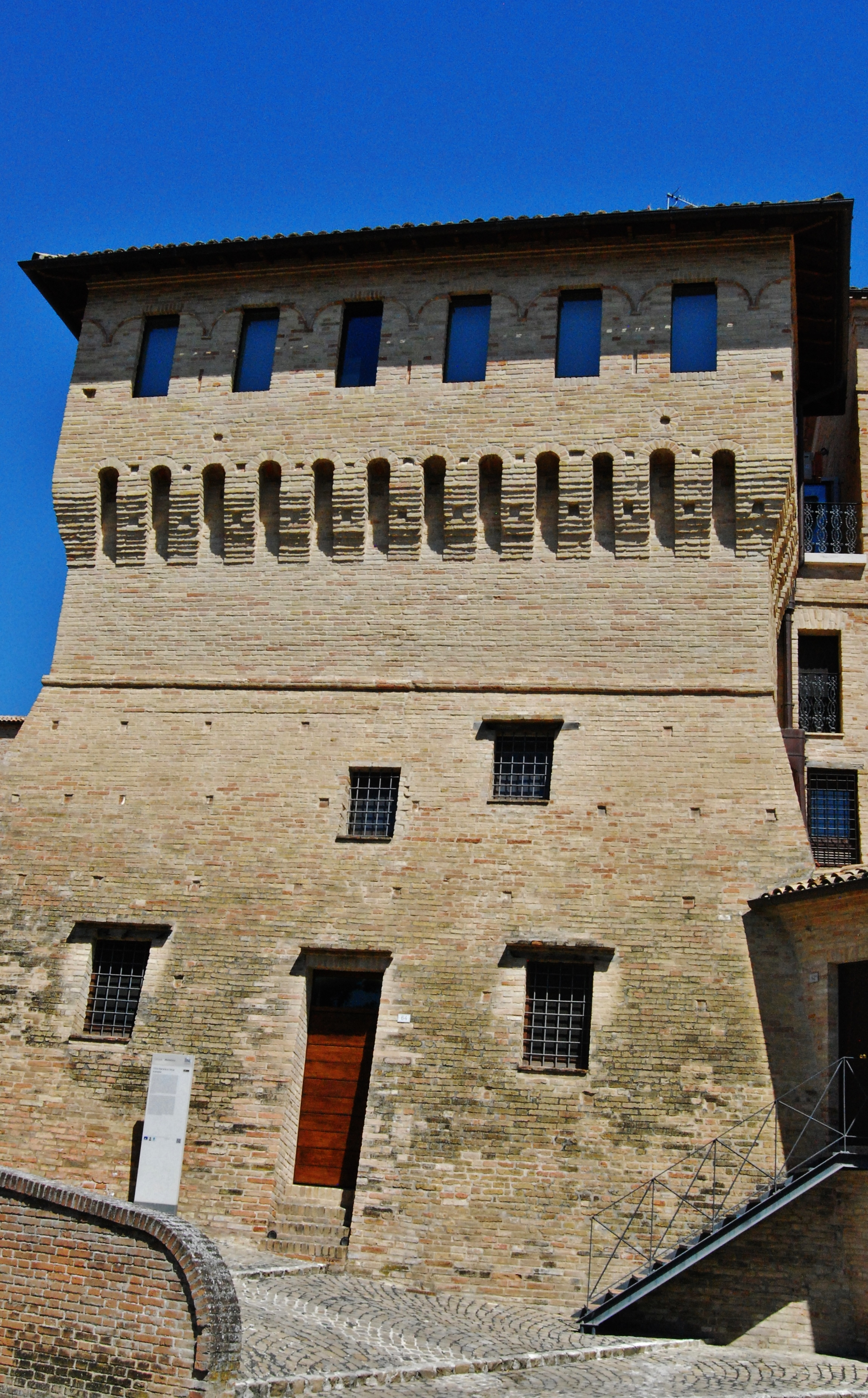
Torrione Medievale

## Geografia fisica
Il paese si trova su una delle colline a cavallo tra la provincia di Ancona e di Macerata, a metà strada tra la dorsale appenninica e la costa adriatica, tra le valli dei torrenti Fiumicello e Menocchia. Sebbene il centro storico sia in stile sette/ottocentesco, il paese conserva tuttora delle caratteristiche del periodo medioevale. È principalmente un centro agricolo con qualche attività industriale.
Il paese prende il suo nome o da "Monte del Fano" (monte del luogo dedicato alla divinità o recinto consacrato ad un tempio) o da "Monte del fauno", a causa di una statua rinvenuta nell'antica Veragra.

## Storia
Montefano nasce dalle rovine di Veragra, città picena e stazione militare romana posta lungo la via consolare che portava da Nocera Umbra ad Ancona. La città fu distrutta all'inizio del VI secolo d.C. dai Goti.
Nel Basso medioevo fu sotto il dominio di Osimo, tanto che Recanati, per difendere i propri territori, costruì il Castello di Montefiore appena al limite del territorio comunale.
Nel 1416 vi furono stipulati i Capitoli tra i commissari della Chiesa e Macerata. Preso e saccheggiato due volte dai soldati di Francesco Sforza, poi riconquistato da Osimo, passò con papa Giulio II nel 1489, sotto il diretto dominio della Chiesa, tramite una bolla papale, concedendo a Montefano l'indipendenza comunale.
Il 6 maggio 1501 vi nacque Marcello Cervini, divenuto poi papa Marcello II, mentre i suoi genitori erano di passaggio da Montepulciano, luogo natale della famiglia, a Macerata.

### Stemma
La torre merlata nello stemma cittadino è quella del vicino castello di Montefiore, mentre la quercia ricorda che qui fu accolto Giuliano della Rovere, futuro Papa Giulio II, respinto da Osimo.

## Monumenti e luoghi d'interesse
- Chiesa collegiata di San Donato: chiesa in stile barocco, eretta tra il XII e il XIII secolo, fu successivamente ricostruita nel 1587 e nel 1762 a causa dei danni riportati per un terremoto. La chiesa ha una facciata in cotto a due ordini. All'interno, sopra il coro, vi è una tela che raffigura San Donato con San Giovanni Nepomuceno. Sotto l'altare vi è conservata un pezzo della croce con cui fu martirizzato San Donato e sotto l'altare del Santissimo Sacramento vi sono custodite le spoglie di San Seberio.

- Chiesa di Santa Maria Assunta: la chiesa conserva al suo interno una pala lignea risalente al XVI secolo di scuola veneta, attribuita al pittore Claudio Ridolfi, raffigurante la Madonna tra santa Caterina e il vescovo san Onorato mentre porge su un vassoio la città di Montefano, e una tela recentemente attribuita a Simone De Magistris raffigurante l'assunzione della Madonna. Ospita i vari paramenti (legni, lampioni, crocifissi) della Confraternita del S.S Sacramento.

- Chiesa di Sant'Antonio Abate: antica chiesetta che si trova vicino ai Giardini detti "da Bora", è una chiesetta del XIX secolo. Particolare rilevanza ha la tela che raffigura San Giovanni decollato. Al suo interno è custodito il "Cataletto" che viene portato in processione la sera del Venerdì santo. È sede della Confraternita della Morte, S. Trinità, S. Antonio Abate e S. Vincenzo Ferreri e ospita i paramenti (legni, lampioni e crocifissi) della suddetta. Al suo interno vi sono delle panche donate da delle potenti famiglie dell'epoca, tra cui la panca donata dalla famiglia Carradori.

- Chiesa di San Filippo Benizi e convento dei Servi di Maria: chiesa in stile barocco, eretta nel 1667 forse su un tratto delle antiche mura della città. Il convento è sede del Centro studi biblici Giovanni Vannucci, creato nel 1995 per lo studio scientifico e la divulgazione popolare della Sacra Scrittura, dotato di una ricca biblioteca di circa diecimila volumi.

- Palazzo Carradori-Olivi

- Teatro comunale "La Rondinella": le prime notizie sulla realizzazione di una sala teatrale all'interno del palazzo comunale risalgono al 1789 quando fu deliberata la costruzione del palcoscenico realizzato nel 1802; il teatro subì in seguito diversi interventi di manutenzione e ristrutturazione, fino a quello più radicale del 1887, realizzato su un'idea progettuale dell'architetto Luigi Daretti. La realizzazione del progetto fu ad opera dell'ingegnere Virgilio Tombolini, allora direttore tecnico al Teatro la Fenice di Venezia. Il teatro della Rondinella ha una platea a pianta rettangolare, sulla quale si innestano, sostenuti da colonne di ghisa, due ordini di palchi con balconcini anch'essi in ghisa disposti a ferro di cavallo. Nel soffitto vi sono raffigurate, ad opera del pittore di Perugia Domenico Bruschi, le Muse Tersicore, Euterpe, Talia e Melpomene; i dipinti sono intervallati da quattro tondi raffiguranti dei putti che reggono le scritte: "infansia", "giovinezza", "virilità" e "vecchiaia". Il teatro comprende anche un nobile foyer, chiamato sala dei poeti, elegante nella sua austera forma, sovrastata dal soffitto decorato con lo stemma cittadino, il blasone della famiglia Carradori e sei medaglioni in rilievo.

## Società

### Evoluzione demografica
Abitanti censiti

## Amministrazione
| Periodo        | Periodo        | Primo cittadino      | Partito                                                       | Carica                  | Note  |
| -------------- | -------------- | -------------------- | ------------------------------------------------------------- | ----------------------- | ----- |
| 4 giugno 1985  | 30 maggio 1990 | Fabio Baldoni        | Partito Comunista Italiano                                    | Sindaco                 | [ 5 ] |
| 30 maggio 1990 | 24 aprile 1995 | Fabio Baldoni        | Partito Comunista Italiano Partito Democratico della Sinistra | Sindaco                 | [ 5 ] |
| 24 aprile 1995 | 14 giugno 1999 | Fabio Baldoni        | Centro-sinistra                                               | Sindaco                 | [ 5 ] |
| 14 giugno 1999 | 14 giugno 2004 | Piermarino Simonetti | Lista civica                                                  | Sindaco                 | [ 5 ] |
| 14 giugno 2004 | 8 giugno 2009  | Piermarino Simonetti | Lista civica                                                  | Sindaco                 | [ 5 ] |
| 8 giugno 2009  | 26 maggio 2014 | Carlo Carnevali      | Lista civica                                                  | Sindaco                 | [ 5 ] |
| 26 maggio 2014 | 10 aprile 2018 | Carlo Carnevali      | Insieme nel Rinnovamento                                      | Sindaco                 | [ 5 ] |
| 10 aprile 2018 | 27 maggio 2019 | Marco Cacciaguerra   |                                                               | Commissario prefettizio | [ 5 ] |
| 27 maggio 2019 | 10 giugno 2024 | Angela Barbieri      | Lista civica                                                  | Sindaco                 | [ 5 ] |
| 10 giugno 2024 | in carica      | Angela Barbieri      | Progetto in Comune                                            | Sindaco                 | [ 5 ] |

## Sport

### Calcio
La principale squadra di calcio della città è la S.S.D. Montefano Calcio che milita attualmente nel girone unico regionale di Eccellenza, in seguito alla promozione storica dal girone B di Promozione nella stagione calcistica 2017/2018. Il colore sociale è il viola e le divise da gioco principali sono completamente di quel colore. L'altra squadra di calcio della città è la 'Promos' che milita nel girone E di Terza Categoria . La S.S.D. Montefano Calcio è nata nel 2014, ereditando l'organizzazione societaria dell'A.S.D. Montefano, società precedente fondata nel 1972.
Nel paese è presente soltanto un campo da calcio, lo "Stadio Comunale dell'Immacolata" che si trova in Via Imbrecciata. L'impianto, precedentemente in erba naturale, è stato rifatto in fondo sintetico nel 2010 ed inaugurato l'8 dicembre dello stesso anno. Per questo motivo è anche stato rinominato Stadio Comunale dell'Immacolata. Intorno al campo vi è la pista di atletica in asfalto. La tribuna coperta è composta da 222 seggiolini in plastica ed ha uno sfondo viola. La squadra gioca le partite in casa in questo stadio la Domenica seguendo l'orario ufficiale.
Nel 2010 è stato distrutto il Campo Sportivo Vecchio Comunale, per lasciare spazio alla costruzione delle nuove Scuole Primarie Elementari. Questo è stato il primo campo sportivo del paese e per molto tempo anche l'unico, per poi diventare, dopo la costruzione dell'impianto in erba naturale, il campo secondario, sede di allenamenti e partite delle squadre del settore giovanile. Il manto del Campo Sportivo Vecchio è sempre stato di sabbia con il fondo duro ed è stato un punto di forza per la squadra del paese.